# L'Opéra Restaurant
L'Opéra Restaurant est le restaurant du palais Garnier situé dans le quartier de l'Opéra, dans le 9e arrondissement de Paris, place Jacques-Rouché, au croisement des rues Gluck et Halévy.

## Historique
En 2007, le directeur Gerard Mortier entreprend l'installation d'un restaurant au niveau de la descente à couvert qui ne servait plus alors que de lieu de stockage pour les travaux de restauration sur le bâtiment.
La création d'un restaurant avait été envisagée par Charles Garnier à l'étage dans la rotonde du Glacier. Cependant, pour des raisons budgétaires, seul un buffet fut aménagé. En 1973, puis en 1992, deux autres projets furent envisagés dans la rotonde des abonnés et la descente à couvert, mais restèrent sans suite. C'est finalement un quatrième projet de restaurant, porté par Pierre François Blanc, L'Opéra Restaurant, qui a vu le jour en 2011.
Inauguré le 27 juin 2011 à l'issue de cinq années de travail par le directeur de l'Opéra Nicolas Joel, les ministres Pierre Lellouche et Thierry Mariani.
Ce projet design conçu par l'architecte Odile Decq a reçu l'avis favorable de la Commission nationale des monuments historiques le 15 juin 2009. La carte d'ouverture est signée par le chef Christophe Aribert, deux étoiles au Guide Michelin. En janvier 2016, la chef Chihiro Yamazaki reprend les cuisines du restaurant. En mars 2019, le restaurant est repris par le groupe Paris Society de Laurent de Gourcuff, et la cuisine confiée à Julien Chicoisne. Le restaurant est rebaptisé "Coco".
L'établissement qui comporte également une grande terrasse sur l'extérieur est ouvert tous les jours de 7 heures à minuit et accessible à tous sans billet particulier. On peut y dîner avant ou après les opéras et ballets joués dans la salle du palais Garnier. Le restaurant, qui comporte trois espaces différents et une grande terrasse sur l'extérieur, est ouvert tous les jours pour le petit déjeuner, le déjeuner et le souper. En 2018, le guide Gault et Millau  lui donne une note de 11/20, soit une toque sur cinq.

## Pour se rendre sur place
- Ce site est desservi par la station de métro Opéra sur les lignes 3, 7 et 8
- La ligne A du RER à la gare d'Auber
- Voiturier : place Jacques-Rouché
- Parking : rue Chaussée-d'Antin